# Parthenokarpie

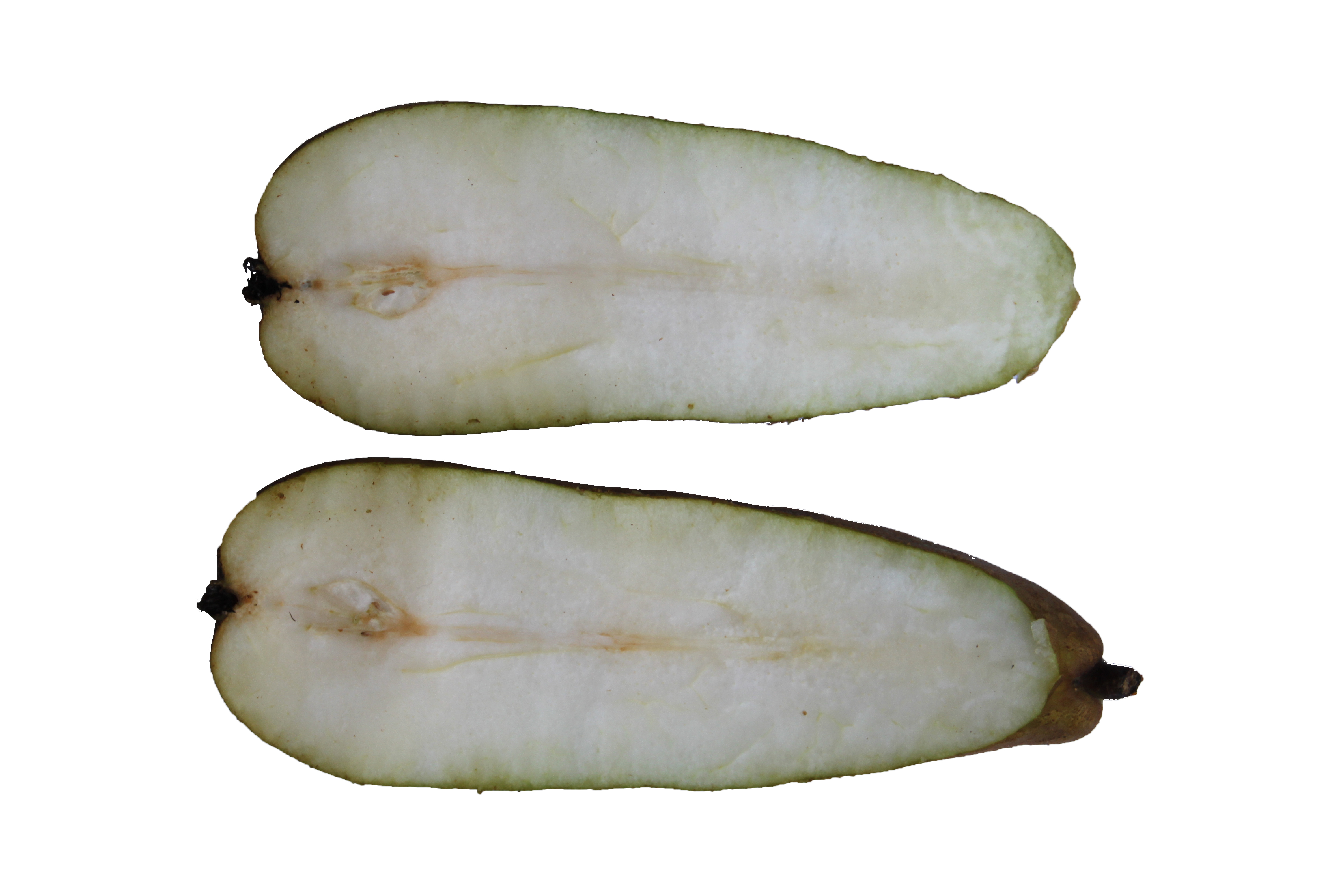
Aufgeschnittene kernlose Birne.
Die Kernlosigkeit hat zu einer länglichen Wuchsform geführt

Als Parthenokarpie (griechisch παρθένος (parthenos) Jungfrau und καρπός (karpos) Frucht) oder Jungfernfrüchtigkeit wird bei Pflanzen die Fruchtentwicklung ohne vorherige Befruchtung und Samenbildung bezeichnet. Die Fruchtentwicklung kann z. B. durch mechanisches Reizen des Fruchtblatts der Blüte ausgelöst werden, das zu einer Wuchsstoffausschüttung führt. Sie wird durch günstige klimatische Bedingungen gefördert oder auch durch Blütenfrost, falls nur die Samenanlagen, nicht aber die Fruchtknoten geschädigt werden.
Man unterscheidet zwischen induktiver, stimulativer Parthenokarpie, die durch äußere Reize ausgelöst wird, vegetativer Parthenokarpie, die spontan auftritt, und Scheinparthenokarpie (Stenospermokarpie), bei der nach der Befruchtung die Samen absterben, und die reifen Früchte parthenokarp erscheinen, wie bei sogenannten kernlosen Weintrauben.
Die Parthenokarpie ist bei Äpfeln, Birnen, Trauben, Feigen, Ananas, Zitrusfrüchten und Bananen verbreitet, kann aber auch durch die Behandlung von Blüten mit Auxin bei anderen Pflanzen künstlich herbeigeführt werden; auf diese Weise lassen sich z. B. kernlose Tomaten, Gurken und Auberginen ziehen. Auch Ahorne neigen zu Parthenokarpie.
Parthenokarpie wird auch gentechnisch erzeugt, entweder um kernlose Früchte zu erhalten oder um die Ausbreitung transgener Pflanzen zu unterbinden.